# 前263年
| 千纪： | 前1千纪 |
| 世纪： | 前4世纪 \| 前3世纪 \| 前2世纪 |
| 年代： | 前290年代 \| 前280年代 \| 前270年代 \| 前260年代 \| 前250年代 \| 前240年代 \| 前230年代                                                     |
| 年份： | 前268年 \| 前267年 \| 前266年 \| 前265年 \| 前264年 \| 前263年 \| 前262年 \| 前261年 \| 前260年 \| 前259年 \| 前258年                       |
| 纪年： | 周赧王五十二年 魯頃公十七年 齊王建二年 趙孝成王三年 魏安僖王十四年 韓桓惠王十年 秦昭襄王四十四年 楚頃襄王三十六年 衛懷君三十年 燕武成王九年 |

## 大事记
1. 秦國的白起進攻韓國，攻佔南阳：並且攻打太行道，使得對方無法途徑當地。
2. 楚國黃歇偷偷從秦國將太子羋完接回楚國，楚頃襄王去世，太子繼位，是為楚考烈王，同時楚王封黃歇為春申君。
3. 羅馬人攻佔阿德拉诺